# Sindkhed Raja
Sindkhed Raja là một thành phố và là nơi đặt hội đồng đô thị (municipal council) của quận Buldana thuộc bang Maharashtra, Ấn Độ.

## Nhân khẩu
Theo điều tra dân số năm 2001 của Ấn Độ, Sindkhed Raja có dân số 13.940 người. Phái nam chiếm 53% tổng số dân và phái nữ chiếm 47%. Sindkhed Raja có tỷ lệ 65% biết đọc biết viết, cao hơn tỷ lệ trung bình toàn quốc là 59,5%: tỷ lệ cho phái nam là 75%, và tỷ lệ cho phái nữ là 54%. Tại Sindkhed Raja, 14% dân số nhỏ hơn 6 tuổi.